# Lyria (Indolyria) michardi
Lyria (Indolyria) michardi is een slakkensoort uit de familie van de Volutidae. De wetenschappelijke naam van de soort is voor het eerst geldig gepubliceerd in 2009 door Bail.